# Xanthorhoe henrici
Xanthorhoe henrici là một loài bướm đêm trong họ Geometridae.